# 毛果荨麻
毛果荨麻（学名：Urtica triangularis sp. trichocarpa）为荨麻科荨麻属下的一个亚种。

## 扩展阅读
- 維基物種上的相關：毛果荨麻